# Doopsgezinde kerk (Wolvega)
De Doopsgezinde kerk is een vermaning in Wolvega, gemeente Weststellingwerf, in de Nederlandse provincie Friesland.
De doopsgezinde kerk werd in 1875 gebouwd. Het kerkgebouw werd achter de rooilijn gebouwd. Aan de achterzijde van de kerk werd een woning tegen het koor geplaatst. De entree werd omlijst door halfzuilen en een toppilaster. De kerk met woning is een gemeentelijk monument. Het orgel uit 1901 is gebouwd door Van Dam. In 1992 werd het orgel door Bakker & Timmenga gerestaureerd.

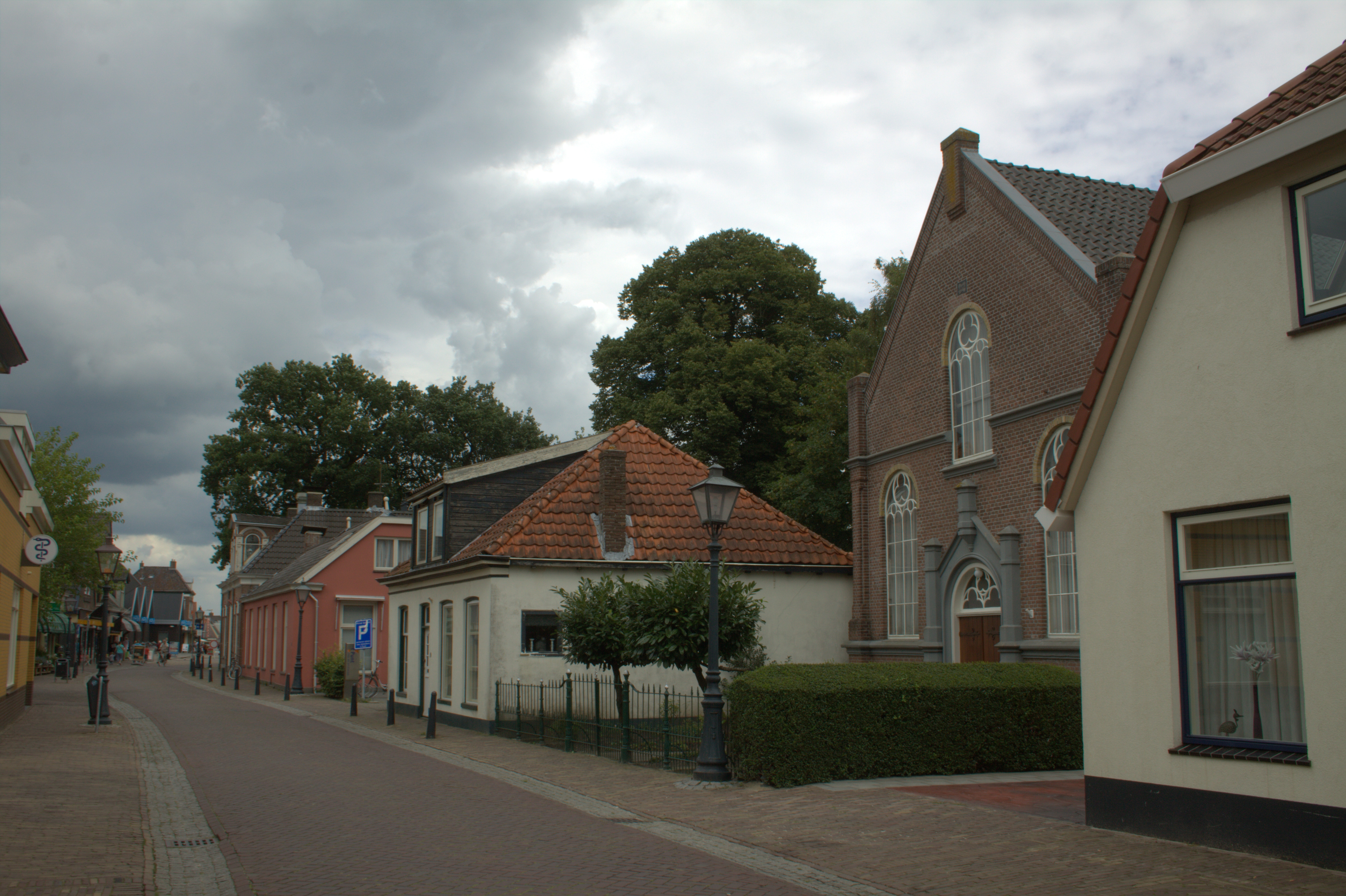
Kerkgebouw aan de Hoofdstraat West